# Tetralogie (Platon)
Tetralogie (altgriechisch τετραλογία tetralogía) ist die schon in der Antike gebräuchliche Bezeichnung für eine Vierergruppe von inhaltlich zusammenhängenden Werken, insbesondere Theaterstücken. Wohl schon im 1. Jahrhundert v. Chr., spätestens ab dem 1. Jahrhundert n. Chr. wurden die Werke des Philosophen Platon in neun Tetralogien eingeteilt („Tetralogienordnung“). Bei den 36 in der Tetralogienordnung enthaltenen Werken handelt es sich um 34 fiktive, literarisch gestaltete Dialoge, die Rede „Apologie des Sokrates“ und eine Sammlung von 13 Platon zugeschriebenen Briefen. Einige der Werke stammen in Wirklichkeit nicht von Platon.

## Die Tetralogienordnung
| Tetralogie      | Dialoge                                             |
| --------------- | --------------------------------------------------- |
| Tetralogie I    | Euthyphron, Apologie, Kriton, Phaidon               |
| Tetralogie II   | Kratylos, Theaitetos, Sophistes, Politikos          |
| Tetralogie III  | Parmenides, Philebos, Symposion, Phaidros           |
| Tetralogie IV   | Alkibiades I, Alkibiades II, Hipparchos, Anterastai |
| Tetralogie V    | Theages, Charmides, Laches, Lysis                   |
| Tetralogie VI   | Euthydemos, Protagoras, Gorgias, Menon              |
| Tetralogie VII  | Hippias minor, Hippias maior, Ion, Menexenos        |
| Tetralogie VIII | Kleitophon, Politeia, Timaios, Kritias              |
| Tetralogie IX   | Minos, Nomoi, Epinomis, 13 Briefe                   |

In der Tetralogienordnung sind auch Werke enthalten, die nach dem gegenwärtigen Forschungsstand möglicherweise oder sicher nicht von Platon stammen. Weitere unter seinem Namen überlieferte Werke, die sicher nicht von ihm verfasst sind, wurden nicht in die Tetralogienordnung aufgenommen, da sie schon in der Antike als unecht galten; sie werden unter der Bezeichnung Appendix Platonica („Anhang zu Platon“) zusammengefasst.

## Entstehung und Einteilungsprinzip der Tetralogienordnung
Ein Vorläufer der Tetralogienordnung war die Einteilung in Trilogien (Dreiergruppen). Diese Einteilung vertrat vor allem der in Alexandria tätige bedeutende Grammatiker Aristophanes von Byzanz, der im 3. und frühen 2. Jahrhundert v. Chr. lebte. Für die Trilogienordnung ließen sich Hinweise Platons auf Dreiergruppen geltend machen, doch konnte nur ein Teil des Gesamtwerks – 15 Dialoge – nach diesem Prinzip geordnet werden.
Als Urheber der Tetralogienordnung werden in den Quellen zwei Mittelplatoniker genannt: Derkylides (oder Derkyllides) und Thrasyllos († 36). Die Glaubwürdigkeit dieser Angaben ist in der Forschung umstritten. Über Derkylides’ Leben ist nichts überliefert, nicht einmal seine ungefähre Lebenszeit ist bekannt; daher ist auch unklar, ob ihm oder Thrasyllos die zeitliche Priorität zukommt.
Nach den Angaben des Philosophiegeschichtsschreibers Diogenes Laertios haben Thrasyllos „und andere“ die Einteilung der Werke Platons in Tetralogien vertreten. Wie Diogenes berichtet, behauptete Thrasyllos, Platon selbst habe seine Dialoge nach dem Muster der „tragischen Tetralogie“ veröffentlicht, sei also dem Vorbild der Tragödiendichter gefolgt, die bei den Theaterwettkämpfen mit je einer Tetralogie ihrer Stücke gegeneinander antraten. Dieser Gedanke nimmt auf den dramatischen Charakter des Dialoggeschehens Bezug. Einer von Diogenes mitgeteilten Überlieferung zufolge ging man von 56 echten Werken Platons aus, wobei die einzelnen Bücher zweier sehr umfangreicher Dialoge – Politeia (10 Bücher) und Nomoi (12 Bücher) – als separate Werke gezählt wurden. Dies entspricht aber nicht der von Diogenes überlieferten Tetralogienordnung, die nur 36 Werke umfasst, wobei die Politeia und die Nomoi ebenso wie die Briefsammlung als jeweils ein Werk zählen.
Nach der Darstellung des Mittelplatonikers Albinos, der um die Mitte des 2. Jahrhunderts lebte, haben Derkylides und Thrasyllos die Einteilung in Tetralogien vorgenommen.
In der Forschung dominiert die Ansicht, dass die Tetralogienordnung nicht von Thrasyllos stammt. Man vermutet, dass er nur wesentlich zu ihrer Verbreitung beigetragen und vielleicht auch Änderungen vorgenommen hat, was dazu führte, dass die Einteilung für die Nachwelt mit seinem Namen verbunden blieb. Die Vertreter dieser Meinung weisen darauf hin, dass der berühmte Gelehrte Varro in seinem zwischen 47 und 45 v. Chr. entstandenen Werk De lingua Latina Platons Dialog Phaidon, statt ihn namentlich zu nennen, als den „vierten“ bezeichnet. Der Phaidon ist der vierte Dialog der ersten Tetralogie. Daraus wird gefolgert, dass Varro spätestens 45 v. Chr. die Tetralogienordnung gekannt habe. Demnach kann deren Einführung nicht dem im Jahr 36 n. Chr. gestorbenen Thrasyllos zugeschrieben werden.
Da nach dieser verbreiteten Forschungsmeinung Thrasyllos nicht als Urheber in Betracht kommt, nehmen manche Forscher an, dass die Tetralogienordnung auf Derkylides zurückgeht. Wenn dies zutrifft, fällt die Tätigkeit des Derkylides wohl in die erste Hälfte des 1. Jahrhunderts v. Chr., denn aus der Zeit vor 47/45 v. Chr. gibt es keinerlei Hinweise auf die Existenz der Tetralogienordnung. Allerdings ist diese Auffassung umstritten. Eine Gegenhypothese lautet, dass der Urheber der Tetralogienordnung unbekannt ist und dass Derkylides im 1. Jahrhundert n. Chr. lebte, nach der Zeit des Thrasyllos.
Eine andere Forschungsmeinung, der zufolge die Tetralogienordnung älter ist als die Trilogienordnung, wie schon Ulrich von Wilamowitz-Moellendorff glaubte, hat sich nicht durchgesetzt. Einzelne Forscher haben Entstehung im 3. Jahrhundert v. Chr. (Ernst Bickel, Antonio Carlini) oder sogar schon im 4. Jahrhundert v. Chr. (James A. Philip) vermutet.
Der in der Forschung vorherrschenden Auffassung, wonach Varro das Tetralogienschema gekannt hat, widerspricht Harold Tarrant, der in Thrasyllos den Urheber des Schemas sieht.
Nach welchem Kriterium der Urheber der Tetralogienordnung bei der Gruppierung der Werke vorging, ist unbekannt. Jedenfalls teilte er sie nicht – wie in der Moderne üblich – nach der mutmaßlichen Reihenfolge ihrer Entstehung ein, sondern nach einem inhaltlichen Gesichtspunkt. Dieser ist aber bestenfalls ansatzweise erkennbar. Die erste Tetralogie umfasst, wie Diogenes Laertios feststellt, vier Werke, die von der philosophischen Lebensführung handeln. Dieses Thema behandelt Platon aber auch in anderen Dialogen, und für die übrigen Tetralogien ist kein Klassifikationsprinzip klar ersichtlich. Die Dialoge der ersten Tetralogie, in denen das Verhalten des vorbildlichen Philosophen Sokrates in der Zeit vor seinem Tod dargestellt wird, wurden vermutlich als protreptisch betrachtet und deswegen an den Anfang gestellt. Die Tetralogienordnung war wohl als Empfehlung für die Reihenfolge, in der die Werke gelesen werden sollten, gedacht. Mögliche Gruppierungskriterien des Tetralogienschemas erörtern Harold Tarrant, Michael R. Dunn und Alfred Dunshirn.
Diogenes Laertios berichtet ferner, Thrasyllos habe jeden Dialog mit zwei Titeln bezeichnet. Der erste – weitaus gebräuchlichere – Titel (Haupttitel) ist meist der Name eines Dialogteilnehmers, der zweite (Untertitel) bezieht sich auf den Inhalt (z. B. „Phaidon oder Über die Seele“). Die Haupttitel waren schon im 4. Jahrhundert v. Chr. gängig, ein Untertitel ist bereits im 3. Jahrhundert v. Chr. bezeugt, doch hat vermutlich erst der Urheber der Tetralogienordnung den durchgängigen Gebrauch von Doppeltiteln eingeführt.

## Rezeption
In der Zeit des Mittel- und Neuplatonismus stand für die Platoniker, die sich mit der Ordnung von Platons Werken auseinandersetzten, ein didaktischer Gesichtspunkt im Vordergrund. Man fragte nach der Reihenfolge, in der man die Dialoge lesen soll. Unter diesem Aspekt missbilligte im 2. Jahrhundert Albinos die Tetralogieneinteilung. Er meinte, diese Ordnung „nach Personen und Lebensumständen“, also nach einem literarisch-biographischen Aspekt, sei als Lektüreplan für den Unterricht unbrauchbar, wenn auch vielleicht in anderer Hinsicht nützlich. Auch der anonyme spätantike Autor der „Prolegomena zur Philosophie Platons“, der zur Schulrichtung Olympiodoros’ des Jüngeren zählt, lehnte die Tetralogienordnung ab; er versuchte die Behauptung ihrer Befürworter, sie stamme von Platon selbst, zu widerlegen.
Obwohl das Tetralogienschema keinem konsequent durchgeführten, ohne Erklärung einsichtigen Einteilungsprinzip folgt, hat es sich in der Textüberlieferung durchgesetzt. Die meisten mittelalterlichen Platon-Handschriften aus dem Byzantinischen Reich halten das Schema ein. Auch mittelalterlichen arabischen Autoren – Ibn an-Nadīm, al-Mubaššir (11. Jahrhundert), Ibn al-Qifṭī (1172–1248) und Ibn Abī Usaibiʿa – war die Existenz der Tetralogien bekannt.
1593 veröffentlichte der Philosoph Francesco Patrizi eine Abhandlung „Über die Ordnung der Dialoge“ (De dialogorum ordine), in der er die Tetralogieneinteilung verwarf. Die 1578 veröffentlichte, bis ins frühe 19. Jahrhundert maßgebliche Platon-Ausgabe von Henricus Stephanus bietet eine andere Reihenfolge der Werke.
Die moderne Forschung hat der Tetralogienordnung schon im 19. Jahrhundert nur eine rezeptionsgeschichtliche Bedeutung zugemessen. Der namhafte Platon-Übersetzer Friedrich Schleiermacher (1768–1834) lehnte sie ab. Der bedeutende Philosophiehistoriker Eduard Zeller fällte ein vernichtendes Urteil über alle antiken Klassifizierungen der Werke Platons. Aber noch die 1900–1907 von John Burnet herausgebrachte kritische Gesamtausgabe der Werke Platons in den Oxford Classical Texts (OCT) und die neue Gesamtausgabe, die seit 1995 in dieser Reihe erscheint, folgen der Reihenfolge der Tetralogien.